# Réserve naturelle de la Khopior
La réserve naturelle de la Khopior (Хопёрский заповедник) est une réserve naturelle d'État de Russie fondée en 1935. Elle se trouve dans la vallée de la rivière Khopior et dépend du territoire administratif de l'oblast de Voronej. Elle s'étend sur 16 178 hectares et elle est entourée d'une zone de surveillance d'une largeur de 500 m à 4 km ce qui porte l'ensemble de la zone à 29 800 hectares.
Son climat est modérément continental avec un été chaud et un hiver sec. La température moyenne annuelle est de 5,8 °C. pour des précipitations annuelles de 532,2 mm. La durée sans gel est de 183 jours.

## Faune et flore

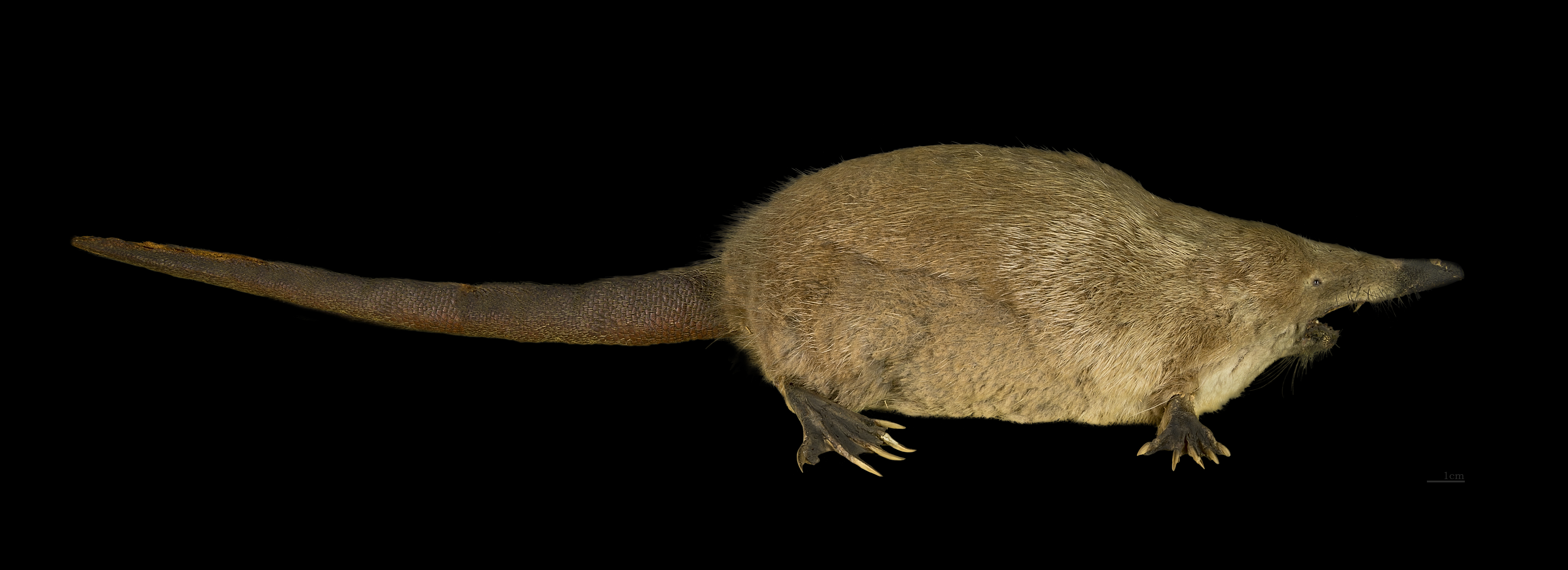
Le Desman de Moscovie est une espèce de mammifères de la famille des Talpidés. Ce petit animal semi-aquatique, proche des taupes, est le seul représentant actuel du genre Desmana. On le rencontre au Kazakhstan, en Russie et en Ukraine. Musée de Toulouse.

Les espèces aquatiques sont particulièrement variées. On compte 109 espèces végétales dont les rares Salvinia natans et Trapa natans, 49 espèces de mammifères dont la rare musaraigne musquée et le cerf nippon. Les oiseaux sont nombreux avec 184 espèces dont l'aigle impérial, l'aigle criard, le pygargue à queue blanche, le circaète féroce, le balbuzard pêcheur, la grue moine, le grand-duc, etc. On trouve huit espèces de reptiles, huit d'amphibiens, trente-cinq de poissons (dont l'esturgeon de Sibérie inscrit au livre rouge de Russie des espèces menacées).

## Référence
- (ru) Cet article est partiellement ou en totalité issu de l’article de Wikipédia en russe intitulé « Хопёрский заповедник » (voir la liste des auteurs).